# Von Gardemein
von Gardemein är en utslocknad adelsätt med härstamning från Mecklenburg.

## Historik
Ätten härstammar från överlantjägmästaren Jakob Gardemein i Mecklenburg. Han son Frans Jakob Gardemein var ryttmästare i Jämtlands regemente och adlades von Gardemein 1703. von Gardemein avled 1704 och ätten introducerades i Sveriges riddarhus 1720 som nummer 1590 av dennes söner ryttmästaren Börje von Gardemein vid Östgöta kavalleriregemente och överstelöjtnanten Frans Jakob von Gardemein i kursachsisk tjänst.

## Personer med efternamnet von Gardemein
- Frans Jakob von Gardemein (död 1704), ryttmästare.
- Börje von Gardemein, ryttmästare.